# Launedda

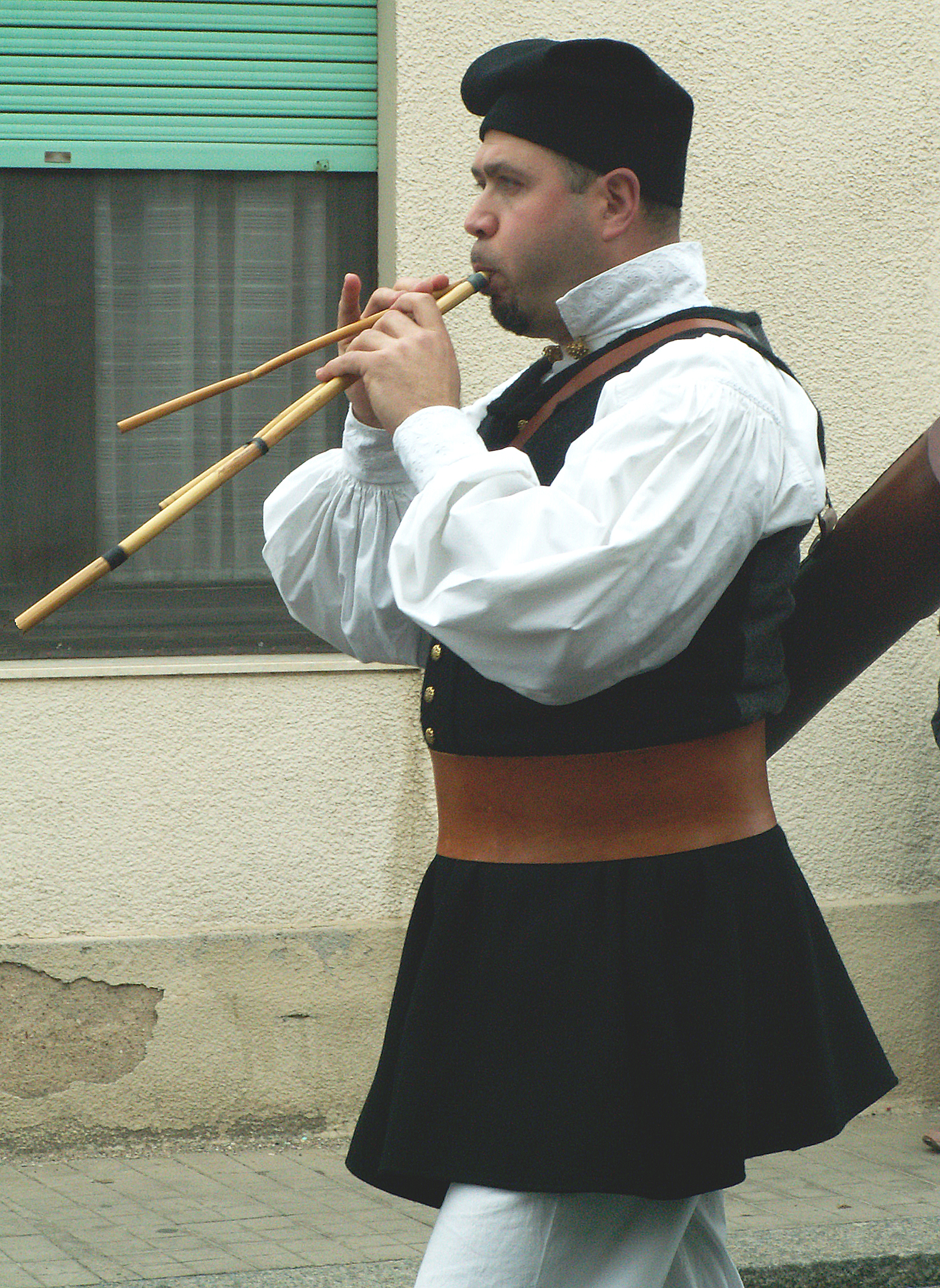
Muzyk grający na launedda

Launedda - instrument z grupy aerofonów z pojedynczym stroikiem.

## Pochodzenie
Launedda to instrument najprawdopodobniej pochodzenia fenickiego, obecnie występuje w południowej Europie, przede wszystkim na Sardynii.

## Budowa
Launedda to rodzaj potrójnej szałamai. Składa się z trzech piszczałek o stroikach wyciętych bezpośrednio w rurce bambusowej, z której wykonany jest instrument. Dwie piszczałki z wyciętymi otworami to piszczałki melodyczne, trzecia, dłuższa od pozostałych, to piszczałka burdonowa. Ze względu na budowę lanedda bywa nazywana klarnetem potrójnym.

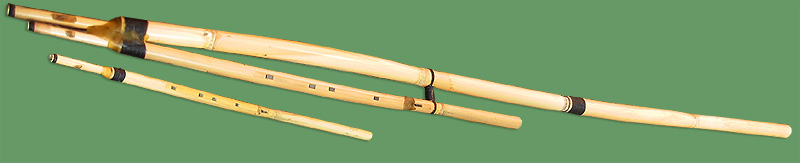
Launedda

## Technika gry
Na instrumencie gra się najczęściej używając oddechu cyrkulacyjnego, co pozwala na uzyskanie nieprzerwanego dźwięku.